# Парнета Михайло Павлович
Миха́йло Па́влович Парнета (нар. 8 серпня 1924, с. Глибочок, нині Чортківського району Тернопільської області — пом. 20 липня 2017 року, Кременчук, Полтавська область) — український хірург, нагороджений орденами Трудового Червоного Прапора, Дружби народів, Богдана Хмельницького 3 ступеня, 2002 — заслужений лікар України, почесний громадянин Кременчука, 2004 — «за видатні особисті заслуги перед містом». 2009 року нагороджений орденом «За заслуги» 3 ступеня.

## Освіта
Чернівецький медичний інститут (1947–1949, нині Буковинська медична академія);
Хабаровський медичний інститут (1955)

## Життєпис
Український медик, багато років відпрацював у галузі охорони здоров'я Кременчука.
1950 був репресований, на засланні — в Хабаровському краї (нині РФ).
1955–1960 — хірург залізничної лікарні в м. Комсомольськ-на-Амурі (нині РФ).
1958 — реабілітований.
Від 1960 — в м. Кременчук Полтавської області: завідувач хірургічного відділу у другій міській лікарні (1960–1963).
Протягом 1963–2002 років працював завідувачем хірургічного відділення вузлової лікарні залізничної станції Кременчук, має вищу атестаційну категорію.
За час роботи провів понад 10 тисяч операцій.
Стояв біля витоків створення одного з перших в Україні осередків Товариства української мови ім. Т. Г. Шевченка.
Був співголовою першої у Полтавській області Кременчуцької міської організації Товариства «Просвіта».
Активно сприяв створенню міського фонду «Шевченко і воля», ініціював громадський рух за спорудження в місті пам'ятника Тарасу Шевченку.